# 乌干达总理
乌干达总理的职位在1962年乌干达从英国独立后设立。1963年，总理米尔顿·奥博特指定布干达国王穆特萨二世为总统，乌干达成为共和制国家。1966年，奥博特废除宪法，自立为总统，直至1980年总理的职位才恢复。

## 乌干达总理列表
| 乌干达总理             |                |                |              |
| 姓名                   | 上任日期       | 离任日期       | 所属政党     |
| 贝内迪克托·基瓦努卡    | 1962年3月1日   | 1962年4月30日  | 民主党       |
| 米尔顿·奥博特          | 1962年4月30日  | 1966年4月15日  | 人民大会党   |
| 奥泰马·阿里马迪        | 1980年12月18日 | 1985年7月27日  | 人民大会党   |
| 保罗·穆万加            | 1985年8月1日   | 1985年8月25日  | 无           |
| 亚伯拉罕·瓦利戈        | 1985年8月25日  | 1986年1月26日  | 无           |
| 萨姆森·基塞卡          | 1986年1月30日  | 1991年1月22日  | 全国抵抗运动 |
| 乔治·科斯马斯·阿德耶博 | 1991年1月22日  | 1994年11月18日 | 全国抵抗运动 |
| 金图·穆索凯            | 1994年11月18日 | 1999年4月5日   | 全国抵抗运动 |
| 阿波罗·恩西班比        | 1999年4月5日   | 2011年5月24日  | 全国抵抗运动 |
| 阿马马·姆巴巴齐        | 2011年5月24日  | 2014年9月18日  | 全国抵抗运动 |
| 鲁哈卡纳·鲁贡达        | 2014年9月18日  | 2021年6月21日  | 全国抵抗运动 |
| 罗比娜·纳班贾          | 2021年6月21日  | 現任           | 全国抵抗运动 |